# Масаки Јокотани
Масаки Јокотани (јап. 横谷 政樹; Кјото, 10. мај 1952) бивши је јапански фудбалер.

## Каријера
Током каријере је играо за Хитачи и АНА.

## Репрезентација
За репрезентацију Јапана дебитовао је 1974. године. За тај тим је одиграо 20 утакмица.

## Статистика
| Јапан  | Јапан   | Јапан  |
| Година | Наступи | Голови |
| ------ | ------- | ------ |
| 1974.  | 1       | 0      |
| 1975.  | 10      | 0      |
| 1976.  | 6       | 0      |
| 1977.  | 3       | 0      |
| Укупно | 20      | 0      |